# Jan Młynarek
Jan Młynarek (ur. 18 października 1921 w Pakosławiu, zm. 3 września 1990) – polski kat, jeden z głównych egzekutorów stalinowskich w Polsce Ludowej i funkcjonariusz Urzędu Bezpieczeństwa.

## Życiorys
Przyjęty do służby w UB na początku 1945 roku jeszcze w tym samym roku został mianowany naczelnikiem aresztu śledczego Wojewódzkiego Urzędu Bezpieczeństwa Publicznego w Poznaniu. Z racji zajmowanego stanowiska dowodził plutonem egzekucyjnym wykonującym wyroki kary śmierci. Według relacji ks. Hieronima Lewandowskiego, który pełniąc rolę kapelana więziennego był świadkiem blisko 30 z co najmniej 112 wyroków śmierci wykonanych w Poznaniu w okresie stalinowskim, Młynarek "zabijał często osobiście, odbywało się to w lasach między Gądkami a Kórnikiem. Gdy samochód zatrzymywał się przy lesie, Młynarek szedł przodem, szukając odpowiedniego miejsca. Później przepuszczał nas i strzelał w tył głowy".
31 października 1952 został zwolniony z UB za nadużycia. W 1953 został dyrektorem Powiatowego Zakładu Mleczarskiego w Turku. Od lat 70. XX wieku do końca życia mieszkał ponownie w Poznaniu na osiedlu Rataje. W 1985 został uznany kombatantem Związku Bojowników o Wolność i Demokrację.
Pochowany na cmentarzu na Miłostowie w Poznaniu, pole 44, kwatera 3, rząd 11, numer 3; grób pojedynczy.

## Osoby na których osobiście wykonał wyroki kary śmierci
- por. Jan Kempiński "Błysk" – 21 czerwca 1946 – dowódca oddziału antykomunistycznego podziemia z Wielkopolski[4]
- Bernard Szuderski – 9 sierpnia 1946 – ujęty z bronią 28 czerwca 1946 przy próbie likwidacji pracownika UB w Wągrowcu (Teczka więźnia 95/W – AP)[6]
- Władysław Rachel – 26 września 1946 19:10 w lesie Gądki k. Poznania – sołtys wsi Sucharzewo skazany na KŚ za udzielenie gościny i noclegu Oddziałowi "Madaja" (Protokół Wykonania Kary Śmierci – Nr. P.R. 1215/46)[6]
- Jan Jodzis – 6 grudnia 1946 w lesie Gądki k. Poznania – członek AK zgrupowania w woj. wileńskim

## Osoby na których wykonał wyroki kary śmierci jako dowódca plutonu egzekucyjnego
Praktyką katów UB było, iż na protokołach egzekucji widnieli jako dowódcy plutonu, nawet jeśli wyroki zostały przez nich wykonane jednoosobowo. Duża ilość egzekucji w połowie lutego 1947 miała zapobiec objęciu skazanych amnestią z 22 lutego 1947.
- Bogdan Dybizbański – 15 lutego 1947 – członek nielegalnej organizacji młodzieżowej, zabójca członka Związku Walki Młodych, Jana Stachowiaka
- Jan Gajdzis – 19 lutego 1947 – członek antykomunistycznej partyzantki,
- Zbigniew Kosmowski – 15 lutego 1947 – członek nielegalnej organizacji młodzieżowej, zabójca członka Związku Walki Młodych, Jana Stachowiaka
- Konstanty Downar – 19 lutego 1947 16:45 – członek Polskiego Związku Wojskowego (Teczka więźnia 27/W – AP)
- Stefan Vorbrodt – 19 lutego 1947 16:45 – członek Polskiego Związku Wojskowego (Teczka więźnia 26/W – AP)
- Jan Freitag – 19 lutego 1947 16:45 – członek Polskiego Związku Wojskowego (Teczka więźnia 27/W – AP)
- Władysław Furmańczuk – 19 lutego 1947 16:45 – członek Polskiego Związku Wojskowego (Teczka więźnia 29/W – AP)
- Stanisław Greniuk – 19 lutego 1947 16:45 – członek Polskiego Związku Wojskowego (Teczka więźnia 37/W – AP)
- Czesław Plewczynski – 19 lutego 1947 16:45 – członek Polskiego Związku Wojskowego (Teczka więźnia 73/W – AP)
- Kazimierz Rutkowski – 19 lutego 1947 16:45 – członek Polskiego Związku Wojskowego (Teczka więźnia 85/W – AP)
- Feliks Trus – 19 lutego 1947 16:45 – członek Polskiego Związku Wojskowego (Teczka więźnia 99/W – AP)
- Donat Waraksa – 19 lutego 1947 16:45 – członek Polskiego Związku Wojskowego (Teczka więźnia 100/W – AP)
- Jan Waraksa – 19 lutego 1947 16:45 – członek Polskiego Związku Wojskowego (Teczka więźnia 101/W – AP)
- ppor. Jerzy Przerwa – 15 czerwca 1947 – dowódca plutonu LWP z Leszna, uczestnik potyczki żołnierzy polskich i radzieckich w Lesznie w 1947[4]
- kan. Władysław Łabuza – 15 czerwca 1947 – uczestnik potyczki żołnierzy polskich i radzieckich w Lesznie w 1947
- kpr. Wiesław Warwasiński – 15 czerwca 1947 – uczestnik potyczki żołnierzy polskich i radzieckich w Lesznie w 1947